# Michel Cicurel
Pour les articles homonymes, voir Cicurel.
Michel Cicurel, né le 5 septembre 1947 à Cannes, est un économiste et dirigeant d'entreprise français.

## Biographie

### Jeunesse et études
Issu d'une famille juive égyptienne fondatrice des grands magasins Cicurel au Caire, il est le fils de Raymond Cicurel et le demi-frère de la femme politique Ilana Cicurel. Pierre Mendès-France était son oncle.
Michel Cicurel est diplômé de l’Institut d’études politiques de Paris, titulaire d’une maîtrise de sciences économiques et ancien élève de l’École nationale d'administration.

### Parcours professionnel

#### Haute fonction publique
Michel Cicurel sort de l’ENA comme administrateur civil au sein de la direction du Trésor, aux côtés de Pierre-Henri Cassou et Denis Samuel-Lajeunesse, en 1973. Il commence comme chef du bureau Financement et Tutelles, puis devient dès 1977 sous-directeur chargé du financement à la Direction de la Construction. Il sera de 1979 à 1982 chargé de mission, puis directeur du cabinet du directeur du Trésor.

#### Direction d'entreprise
En 1983, il entre à la Compagnie bancaire, dont il devient directeur général adjoint à partir de 1988. Après un passage chez BSN (Danone), il intègre Cérus, la société holding de Carlo De Benedetti, dont il est vice-président-directeur général en 1993. Il parvient à redresser le groupe, qui dégage en 1995 ses premiers bénéfices depuis 1989. De 1999 à 2003, Benjamin de Rothschild le nomme à la présidence du directoire de la Compagnie financière Edmond de Rothschild et à celle de la Compagnie financière Saint-Honoré, deux sociétés du groupe Edmond de Rothschild, qu'il quittera en 2012 après 13 ans de services,.
Il œuvre en particulier à développer la banque en direction des pays émergents. Michel Cicurel est administrateur de la Société générale et membre du conseil de surveillance de Publicis (Comité de rémunération).
En 2014, il crée aux côtés de Marc Levy, ex-directeur général de la Compagnie financière Edmond de Rothschild, la holding d'investissement La Maison. Celle-ci détient des participations dans plusieurs sociétés aux États-Unis et en Europe, notamment dans la banque privée Leonardo.
Michel Cicurel est vice-président de l'institut d’études économiques Rexecode[Depuis quand ?].

## Ouvrages
- La France quand même (Laffont, 1983)
- Une économie mondiale (Hachette, 1985, ouvrage collectif)
- La Génération inoxydable (Grasset, 1989)

## Articles et réflexions

### La finance
- Point de vue de Michel Cicurel défendant la rémunération par stock-options
- La planète finance danse sur un fil, tribune de Michel Cicurel publiée en 2007

### L'éthique du capitalisme
- Réconcilions le financier et le savetier, tribune pour une moralisation du capitalisme